# Son Munar
Son Munar és una possessió situada a la Marina de Llucmajor, Mallorca, al Camí de s'Àguila.
Aquesta possessió està situada entre les possessions de Cas Frares, ses Males Cases, Son Misseró i Son Campanet. Es troba documentada el 1633 i pertanyia a Onofre Fiol, doctor en medicina. Tenia cases i 90 quarterades de sementers. Era dedicada al conreu de cereals i a la ramaderia ovina. El 1660 tenia 127 quarterades. El 1770 pertanyia a Cristòfol Malla, doctor en drets i batle major de Palma. Al canvi del segle xix al xx en fou propietari el polític i folklorista Joan Mòjer Noguera. A les cases destaca una torre de defensa del segle xvii.